# Villacañas
Villacañas – gmina w Hiszpanii, w prowincji Toledo, w Kastylii-La Mancha, o powierzchni 268,51 km². W 2011 roku gmina liczyła 10 515 mieszkańców.